# Сборная Дании по футболу
Сбо́рная Да́нии по футбо́лу (дат. Danmarks fodboldlandshold) — представляет Данию на международных матчах по футболу. Самым высоким достижением является победа на чемпионате Европы в 1992 году. Управляющая организация — Датский футбольный союз.

## История

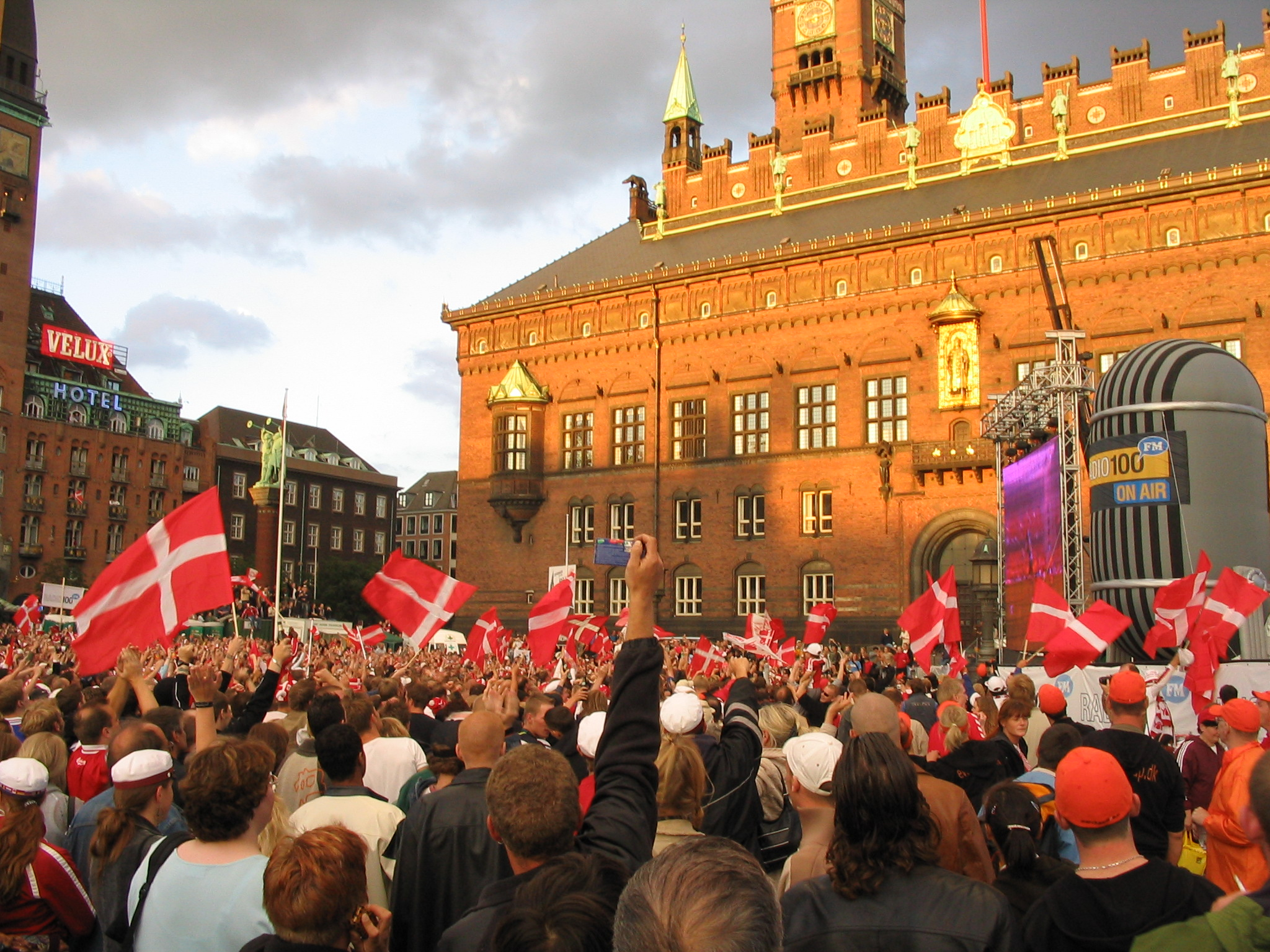
Датчане в Копенгагене смотрят матч Евро-2004 Дания — Швеция

Дания — одна из первых стран в Европе, которая стала развивать футбол. Многие датские клубы входят в число старейших в мире. Но строгая приверженность датчан принципам любительского спорта мешала им бороться на равных со странами, поставившими футбол на профессиональную основу.
Будучи сильной «любительской» нацией, датчане добились больших успехов на Олимпиадах — они заняли второе место в 1908, 1912 и 1960 годах, а также завоевали бронзовые медали в 1948 году. В стране было немало сильных футболистов, среди которых выделялся Нильс Миддельбё, с успехом выступавший за лондонский «Челси».
Период между мировыми войнами был неудачным для датчан, но выход в финальную часть Олимпиад 1948 и 1960 годов вселял надежду на возрождение. Однако прогрессу мешали любительский статус команд и запрет на участие в сборной игроков, выступающих в зарубежных клубах. В 1960 году в авиакатастрофе в Эресунне погибли несколько кандидатов в сборную Дании, из-за чего страна чуть не отказалась от участия в Олимпиаде в Риме.
В 70-е многие датские футболисты во главе с обладателем «Золотого мяча» 1977 года Алланом Симонсеном уехали играть за границу. Отмена запрета на приглашение «иностранцев» в 1976 году, несомненно, пошла на пользу сборной. Игравшие за европейские клубы Микаэль Лаудруп, Пребен Элькьер-Ларсен, Йеспер Ольсен, Мортен Ольсен и Сёрен Лербю составили ядро «датского динамита» — сборной 80-х. В 1984 году Дания дошла до полуфинала на чемпионате Европы, а в 1986 году вышла во второй круг чемпионата мира в Мексике.
В конце 80-х был реорганизован национальный чемпионат, и пришло новое поколение игроков — включая брата Микаэля Лаудрупа, Брайана, — которое привело Данию к золотым медалям чемпионата Европы-92. Их успех был тем более примечательным, что датчане попали в чемпионат в самый последний момент — вместо снятой Югославии. В 1995 г. команда завоевала Кубок Короля Фахда, позже переименованный в Кубок конфедераций. Датчане ярко проявили себя и на чемпионате мира-98 во Франции, дойдя до четвертьфинала, где они проиграли бразильцам.
Но на этом успехи датчан закончились. Братья Лаудрупы ушли из сборной, а новая сборная Дании просто-напросто провалилась на Евро-2000, проиграв все три матча группового турнира и не забив ни одного мяча. На чемпионате мира 2002, заняв в группе первое место, Дания была разгромлена в 1/8 финала Англией 0:3. На ЕВРО-2004 ситуация практически повторилась. Пропустив в группе только сборную Швеции, в плей-офф проиграли сборной Чехии опять же со счётом 0:3.
Для завсегдатаев крупных футбольных турниров отборочная кампания к Чемпионату мира 2006 сложилась неудачно. Попав в одну группу с сильными командами Турцией, Украиной и Грецией, ставшей чемпионом Европы 2004 года, команда смогла занять только третье место и не попала даже в стыковые матчи.
Также неудачно для датчан сложилась отборочная кампания к Евро 2008. Они заняли лишь четвёртое место в группе F после Испании, Швеции и Северной Ирландии. Во время домашнего матча со шведами на 88-й минуте при счёте 3:3 кто-то из болельщиков набросился на судью с кулаками после того, как тот назначил пенальти в ворота хозяев. Датчанам засчитали техническое поражение со счётом 0:3, а Футбольный союз Дании оштрафовали.
Отборочный турнир к ЧМ-2010 для датчан начался с невыразительной ничьи с венграми — 0:0, однако в выездном матче с Португалией четыре дня спустя датчане одержали волевую победу над хозяевами — 3:2, при том что все три гола датчан были забиты в последние 10 минут матча. Сборная Дании удачно прошла отборочные игры и напрямую вышла в финальную часть чемпионата мира.
В финальной части чемпионата мира датчане сыграли три игры. Уступили сборной Нидерландов 0:2, одержали волевую победу над Камеруном 2:1, а в решающем для себя матче проиграли Японии со счётом 1:3. В итоге сборная Дании заняла третье место в группе и покинула турнир.
В квалификации к Евро-2012 датчане в своей группе боролись за попадание на чемпионат со сборными Португалии и Норвегии. Одержав домашнюю победу на стадионе «Паркен» в последнем матче отборочного турнира над сборной Португалии (2:1), Дания заняла первое место в группе и напрямую вышла на чемпионат континента. Португалия по разнице забитых и пропущенных мячей опередила Норвегию и сохранила за собой второе место в группе.
На Евро датчане в первом матче в группе обыграли Нидерланды (1:0) и имели шансы выйти в плей-офф чемпионата, однако последующие поражения от команд Португалии и Германии позволили занять им лишь третье место в группе и покинуть турнир.
В отборочный турнир к ЧМ-2014 Дания попала в группу к сборным Италии, Чехии, Болгарии, Армении и Мальты. Дания заработала 16 очков, имея 4 победы, 4 ничьи и 2 поражения от Италии (1:3) и Армении (0:4). Дания заняла 2-е место в группе, но из-за худших показателей осталась без стыковых матчей.
В квалификации к Евро-2016 датчане в своей группе боролись за попадание на чемпионат со сборными Португалии, Сербии, Армении, Албании. Дания заняла третье место в группе и вынуждена была отбираться на чемпионат континента через стыковые матчи со шведами. В первом матче в гостях датчане уступили шведам 1:2, а дома сыграли вничью — 2:2.
В отборочном турнире ЧМ-2018 сборная Дании играла в группе с Румынией, Польшей, Черногорией, Арменией и Казахстаном. Скандинавы заняли второе место в группе, уступив первую строчку команде Польши, и вышли в плей-офф европейской квалификации. В стыковых матчах датчане победили Ирландию (0:0 дома и 5:1 на выезде) и получили путёвку на мундиаль.
На Чемпионате мира 2018 года датчане были близки к повторению достижения ЧМ 1998 (1/4 финала). Сначала обыграли сборную Перу (1:0), потом сыграли вничью с Австралией (1:1) и будущим чемпионом мира Францией (0:0). Матч против французов стал первым и последним, где была зафиксирована нулевая ничья на чемпионате. Дания со второй строчки в группе прошла в 1/8 финала, где играла против сборной Хорватии. Датчане матч проиграли (1:1, 2:3 по пенальти) и выбыли с мундиаля.
По состоянию на 3 апреля 2025 года сборная Дании в рейтинге ФИФА занимает 21-е место, а в рейтинге УЕФА — 16-е.
В полуфинале чемпионата Европы 2020 года сборная Дании уступила в дополнительное время сборной Англии со счётом 1:2.

## Турниры

### Чемпионаты мира
Дания на чемпионатах мира
| 1930  | Не участвовали         | Не участвовали         | Не участвовали         | Не участвовали         | Не участвовали         | Не участвовали         | Не участвовали         | Не участвовали         | Не участвовали | Не участвовали | Не участвовали | Не участвовали | Не участвовали | Не участвовали |
| 1934  | Не участвовали         | Не участвовали         | Не участвовали         | Не участвовали         | Не участвовали         | Не участвовали         | Не участвовали         | Не участвовали         | Не участвовали | Не участвовали | Не участвовали | Не участвовали | Не участвовали | Не участвовали |
| 1938  | Не участвовали         | Не участвовали         | Не участвовали         | Не участвовали         | Не участвовали         | Не участвовали         | Не участвовали         | Не участвовали         | Не участвовали | Не участвовали | Не участвовали | Не участвовали | Не участвовали | Не участвовали |
| 1950  | Не участвовали         | Не участвовали         | Не участвовали         | Не участвовали         | Не участвовали         | Не участвовали         | Не участвовали         | Не участвовали         | Не участвовали | Не участвовали | Не участвовали | Не участвовали | Не участвовали | Не участвовали |
| 1954  | Не участвовали         | Не участвовали         | Не участвовали         | Не участвовали         | Не участвовали         | Не участвовали         | Не участвовали         | Не участвовали         | Не участвовали | Не участвовали | Не участвовали | Не участвовали | Не участвовали | Не участвовали |
| 1958  | Не прошли квалификацию | Не прошли квалификацию | Не прошли квалификацию | Не прошли квалификацию | Не прошли квалификацию | Не прошли квалификацию | Не прошли квалификацию | Не прошли квалификацию | 4              | 0              | 0              | 4              | 4              | 13             |
| 1962  | Не участвовали         | Не участвовали         | Не участвовали         | Не участвовали         | Не участвовали         | Не участвовали         | Не участвовали         | Не участвовали         | Не участвовали | Не участвовали | Не участвовали | Не участвовали | Не участвовали | Не участвовали |
| 1966  | Не прошли квалификацию | Не прошли квалификацию | Не прошли квалификацию | Не прошли квалификацию | Не прошли квалификацию | Не прошли квалификацию | Не прошли квалификацию | Не прошли квалификацию | 6              | 1              | 1              | 4              | 7              | 18             |
| 1970  | Не прошли квалификацию | Не прошли квалификацию | Не прошли квалификацию | Не прошли квалификацию | Не прошли квалификацию | Не прошли квалификацию | Не прошли квалификацию | Не прошли квалификацию | 6              | 2              | 1              | 3              | 6              | 10             |
| 1974  | Не прошли квалификацию | Не прошли квалификацию | Не прошли квалификацию | Не прошли квалификацию | Не прошли квалификацию | Не прошли квалификацию | Не прошли квалификацию | Не прошли квалификацию | 4              | 0              | 1              | 3              | 2              | 13             |
| 1978  | Не прошли квалификацию | Не прошли квалификацию | Не прошли квалификацию | Не прошли квалификацию | Не прошли квалификацию | Не прошли квалификацию | Не прошли квалификацию | Не прошли квалификацию | 6              | 2              | 0              | 4              | 14             | 12             |
| 1982  | Не прошли квалификацию | Не прошли квалификацию | Не прошли квалификацию | Не прошли квалификацию | Не прошли квалификацию | Не прошли квалификацию | Не прошли квалификацию | Не прошли квалификацию | 8              | 4              | 0              | 4              | 14             | 11             |
| 1986  | 1/8 финала             | 9                      | 4                      | 3                      | 0                      | 1                      | 10                     | 6                      | 8              | 5              | 1              | 2              | 17             | 6              |
| 1990  | Не прошли квалификацию | Не прошли квалификацию | Не прошли квалификацию | Не прошли квалификацию | Не прошли квалификацию | Не прошли квалификацию | Не прошли квалификацию | Не прошли квалификацию | 6              | 3              | 2              | 1              | 15             | 6              |
| 1994  | Не прошли квалификацию | Не прошли квалификацию | Не прошли квалификацию | Не прошли квалификацию | Не прошли квалификацию | Не прошли квалификацию | Не прошли квалификацию | Не прошли квалификацию | 12             | 7              | 4              | 1              | 15             | 2              |
| 1998  | Четвертьфинал          | 8                      | 5                      | 2                      | 1                      | 2                      | 9                      | 7                      | 8              | 5              | 2              | 1              | 14             | 6              |
| 2002  | 1/8 финала             | 10                     | 4                      | 2                      | 1                      | 1                      | 5                      | 5                      | 10             | 6              | 4              | 0              | 22             | 6              |
| 2006  | Не прошли квалификацию | Не прошли квалификацию | Не прошли квалификацию | Не прошли квалификацию | Не прошли квалификацию | Не прошли квалификацию | Не прошли квалификацию | Не прошли квалификацию | 12             | 6              | 4              | 2              | 24             | 12             |
| 2010  | Групповой этап         | 24                     | 3                      | 1                      | 0                      | 2                      | 3                      | 6                      | 10             | 6              | 3              | 1              | 16             | 5              |
| 2014  | Не прошли квалификацию | Не прошли квалификацию | Не прошли квалификацию | Не прошли квалификацию | Не прошли квалификацию | Не прошли квалификацию | Не прошли квалификацию | Не прошли квалификацию | 10             | 4              | 4              | 2              | 17             | 12             |
| 2018  | 1/8 финала             | 11                     | 4                      | 1                      | 3                      | 0                      | 3                      | 2                      | 12             | 7              | 3              | 2              | 25             | 9              |
| 2022  | Групповой этап         | 28                     | 3                      | 0                      | 1                      | 2                      | 1                      | 3                      | 10             | 9              | 0              | 1              | 30             | 3              |
| Итого | Четвертьфинал          | 6/22                   | 20                     | 9                      | 5                      | 6                      | 30                     | 26                     | 132            | 67             | 30             | 35             | 242            | 144            |

### Чемпионаты Европы
Дания на чемпионатах Европы
| 1960  | Не прошли квалификацию   | Не прошли квалификацию   | Не прошли квалификацию   | Не прошли квалификацию   | Не прошли квалификацию   | Не прошли квалификацию   | Не прошли квалификацию   | Не прошли квалификацию   | 2                        | 0                        | 1                        | 1                        | 3                        | 7                        |
| 1964  | 4-е место                | 4                        | 2                        | 0                        | 0                        | 2                        | 1                        | 6                        | 7                        | 4                        | 2                        | 1                        | 19                       | 8                        |
| 1968  | Не прошли квалификацию   | Не прошли квалификацию   | Не прошли квалификацию   | Не прошли квалификацию   | Не прошли квалификацию   | Не прошли квалификацию   | Не прошли квалификацию   | Не прошли квалификацию   | 6                        | 1                        | 1                        | 4                        | 6                        | 16                       |
| 1972  | Не прошли квалификацию   | Не прошли квалификацию   | Не прошли квалификацию   | Не прошли квалификацию   | Не прошли квалификацию   | Не прошли квалификацию   | Не прошли квалификацию   | Не прошли квалификацию   | 6                        | 1                        | 0                        | 5                        | 2                        | 11                       |
| 1976  | Не прошли квалификацию   | Не прошли квалификацию   | Не прошли квалификацию   | Не прошли квалификацию   | Не прошли квалификацию   | Не прошли квалификацию   | Не прошли квалификацию   | Не прошли квалификацию   | 6                        | 0                        | 1                        | 5                        | 3                        | 14                       |
| 1980  | Не прошли квалификацию   | Не прошли квалификацию   | Не прошли квалификацию   | Не прошли квалификацию   | Не прошли квалификацию   | Не прошли квалификацию   | Не прошли квалификацию   | Не прошли квалификацию   | 8                        | 1                        | 2                        | 5                        | 13                       | 17                       |
| 1984  | Полуфинал                | 3                        | 4                        | 2                        | 1                        | 1                        | 9                        | 4                        | 8                        | 6                        | 1                        | 1                        | 17                       | 5                        |
| 1988  | Групповой этап           | 7                        | 3                        | 0                        | 0                        | 3                        | 2                        | 7                        | 6                        | 3                        | 2                        | 1                        | 4                        | 2                        |
| 1992  | Чемпион                  | 1                        | 5                        | 2                        | 2                        | 1                        | 6                        | 4                        | 8                        | 6                        | 1                        | 1                        | 18                       | 7                        |
| 1996  | Групповой этап           | 9                        | 3                        | 1                        | 1                        | 1                        | 4                        | 4                        | 10                       | 6                        | 3                        | 1                        | 19                       | 9                        |
| 2000  | Групповой этап           | 16                       | 3                        | 0                        | 0                        | 3                        | 0                        | 8                        | 10                       | 6                        | 2                        | 2                        | 19                       | 8                        |
| 2004  | 1/4 финала               | 8                        | 4                        | 1                        | 2                        | 1                        | 4                        | 5                        | 8                        | 4                        | 3                        | 1                        | 15                       | 9                        |
| 2008  | Не прошли квалификацию   | Не прошли квалификацию   | Не прошли квалификацию   | Не прошли квалификацию   | Не прошли квалификацию   | Не прошли квалификацию   | Не прошли квалификацию   | Не прошли квалификацию   | 12                       | 6                        | 2                        | 4                        | 21                       | 11                       |
| 2012  | Групповой этап           | 12                       | 3                        | 1                        | 0                        | 2                        | 4                        | 5                        | 8                        | 6                        | 1                        | 1                        | 15                       | 6                        |
| 2016  | Не прошли квалификацию   | Не прошли квалификацию   | Не прошли квалификацию   | Не прошли квалификацию   | Не прошли квалификацию   | Не прошли квалификацию   | Не прошли квалификацию   | Не прошли квалификацию   | 10                       | 3                        | 4                        | 3                        | 11                       | 9                        |
| 2020  | Полуфинал                | 3                        | 6                        | 3                        | 0                        | 3                        | 12                       | 7                        | 8                        | 4                        | 4                        | 0                        | 23                       | 6                        |
| 2024  | 1/8 финала               |                          | 4                        | 0                        | 3                        | 1                        | 2                        | 4                        | 10                       | 7                        | 1                        | 2                        | 19                       | 10                       |
| 2028  | Участвуют в квалификации | Участвуют в квалификации | Участвуют в квалификации | Участвуют в квалификации | Участвуют в квалификации | Участвуют в квалификации | Участвуют в квалификации | Участвуют в квалификации | Участвуют в квалификации | Участвуют в квалификации | Участвуют в квалификации | Участвуют в квалификации | Участвуют в квалификации | Участвуют в квалификации |
| 2032  | Участвуют в квалификации | Участвуют в квалификации | Участвуют в квалификации | Участвуют в квалификации | Участвуют в квалификации | Участвуют в квалификации | Участвуют в квалификации | Участвуют в квалификации | Участвуют в квалификации | Участвуют в квалификации | Участвуют в квалификации | Участвуют в квалификации | Участвуют в квалификации | Участвуют в квалификации |
| Всего | 1 титул                  | 10/17                    | 37                       | 10                       | 9                        | 18                       | 44                       | 54                       | 133                      | 64                       | 31                       | 38                       | 227                      | 155                      |

## Эволюция формы
С 2016 года поставщиком формы для сборной является датская компания Hummel. Цвета формы — красно-белые, что отражает цвета национального флага. До этого поставщиком формы была компания Adidas.

### Домашняя
| Евро-1984 | ЧМ-1986   | Евро-1988 | Евро-1992 | КК-1995   | Евро-1996 | ЧМ-1998   | Евро-2000 | ЧМ-2002   | 2003—2004 | Евро-2004 |
| 2006—2008 | 2008—2010 | ЧМ-2010   | Евро-2012 | 2014—2015 | 2015—2016 | 2016—2018 | ЧМ-2018   | Евро-2020 | ЧМ-2022   | 2023—2024 |
| Евро-2024 |           |           |           |           |           |           |           |           |           |           |

### Гостевая
| Евро-1984 | ЧМ-1986 | Евро-1988 | Евро-1992 | Евро-1996 | ЧМ-1998   | Евро-2000 | ЧМ-2002   | 2003—2004 | Евро-2004 | 2006—2007 |
| 2008—2010 | ЧМ-2010 | Евро-2012 | 2014—2015 | 2015—2016 | 2016—2018 | ЧМ-2018   | Евро-2020 | ЧМ-2022   | Евро-2024 |           |

### Резервная
| Евро-2020 | ЧМ-2022 |

#### Специальные
| 2023—2024 | 2024 |

### Вратарская
| ЧМ-2010 | Евро-2012 | ЧМ-2018 · (Основная) | ЧМ-2018 · (Резервная) |

Источники:,

## Рекордсмены
Действующие игроки выделены жирным.

### По сыгранным матчам
| Место | Игрок             | Период     | Матчи | Голы |
| ----- | ----------------- | ---------- | ----- | ---- |
| 1     | Кристиан Эриксен  | 2010—н. в. | 142   | 44   |
| 2     | Симон Кьер        | 2009—2024  | 132   | 5    |
| 3     | Петер Шмейхель    | 1987—2001  | 129   | 1    |
| 4     | Деннис Роммедаль  | 2000—2013  | 126   | 21   |
| 5     | Йон-Даль Томассон | 1997—2010  | 112   | 52   |
| 6     | Томас Хельвег     | 1994—2007  | 108   | 2    |
| 7     | Каспер Шмейхель   | 2013—н. в. | 113   | —    |
| 8     | Микаэль Лаудруп   | 1982—1998  | 104   | 37   |
| 9—10  | Мортен Ольсен     | 1970—1989  | 102   | 4    |
| 9—10  | Мартин Йоргенсен  | 1998—2011  | 102   | 12   |

### По забитым голам
| Место | Игрок                 | Период     | Голы | Матчи | В ср. |
| ----- | --------------------- | ---------- | ---- | ----- | ----- |
| 1—2   | Поуль Нильсен         | 1910—1925  | 52   | 38    | 1.37  |
| 1—2   | Йон-Даль Томассон     | 1997—2010  | 52   | 112   | 0.46  |
| 3—4   | Паули Йёргенсен       | 1925—1939  | 44   | 47    | 0.94  |
| 3—4   | Кристиан Эриксен      | 2010—н. в. | 44   | 142   | 0.31  |
| 5     | Оле Мадсен            | 1958—1969  | 42   | 50    | 0.84  |
| 6     | Пребен Элькьер-Ларсен | 1977—1988  | 38   | 69    | 0.55  |
| 7     | Микаэль Лаудруп       | 1982—1998  | 37   | 104   | 0.36  |
| 8     | Никлас Бентнер        | 2006—2018  | 30   | 81    | 0.37  |
| 9     | Хеннинг Эноксен       | 1958—1966  | 29   | 54    | 0.54  |
| 10    | Микаэль Роде          | 1915—1931  | 22   | 40    | 0.55  |
| 10    | Эббе Санд             | 1998—2004  | 22   | 66    | 0.33  |

## Тренерский штаб
| Должность               | Имя              |
| ----------------------- | ---------------- |
| Главный тренер          | Брайан Ример     |
| Ассистент тренера       | Даниэль Аггер    |
| Ассистент тренера       | Кеннет Вебер     |
| Тренер вратарей         | Ким Кристенсен   |
| Тренер по физподготовке | Крис Эслем       |
| Тренер по физподготовке | Кристиан Кларуп  |
| Физиотерапевт           | Мортен Шольдагер |

## Состав
Следующие игроки были вызваны в состав сборной главным тренером Брайаном Римером для участия в матчах Лиги наций УЕФА 2024/2025 против Португалии:
Игры и голы приведены по состоянию на 23 мая 2025 года:
| 1  | Вр  | Каспер Шмейхель     | 5 ноября 1986 (38 лет)    | 113 | —  | Селтик              |  |  |
| 16 | Вр  | Мадс Хермансен      | 11 июля 2000 (25 лет)     | 0   | —  | Лестер Сити         |  |  |
| 22 | Вр  | Филип Йёргенсен     | 16 апреля 2002 (23 года)  | 0   | —  | Челси               |  |  |
|    |     |                     |                           |     |    |                     |  |  |
| 2  | Защ | Йоаким Андерсен     | 31 мая 1996 (29 лет)      | 41  | 0  | Фулхэм              |  |  |
| 3  | Защ | Янник Вестергор     | 3 августа 1992 (32 года)  | 53  | 3  | Лестер Сити         |  |  |
| 4  | Защ | Виктор Нельссон     | 14 октября 1998 (26 лет)  | 16  | 0  | Рома                |  |  |
| 5  | Защ | Йоаким Меле         | 20 марта 1997 (28 лет)    | 51  | 11 | Вольфсбург          |  |  |
| 13 | Защ | Расмус Кристенсен   | 11 июля 1997 (28 лет)     | 26  | 1  | Айнтрахт            |  |  |
| 17 | Защ | Лукас Хойсберг      | 23 июня 2006 (19 лет)     | 0   | 0  | Норшелланн          |  |  |
|    |     |                     |                           |     |    |                     |  |  |
| 6  | ПЗ  | Мортен Френдруп     | 7 апреля 2001 (24 года)   | 2   | 0  | Дженоа              |  |  |
| 7  | ПЗ  | Пьер-Эмиль Хёйбьерг | 5 августа 1995 (29 лет)   | 86  | 11 | Олимпик Марсель     |  |  |
| 10 | ПЗ  | Кристиан Эриксен    | 14 февраля 1992 (33 года) | 142 | 44 | Манчестер Юнайтед   |  |  |
| 14 | ПЗ  | Миккель Дамсгор     | 3 июля 2000 (25 лет)      | 31  | 4  | Брентфорд           |  |  |
| 15 | ПЗ  | Кристиан Нёргор     | 10 марта 1994 (31 год)    | 34  | 1  | Брентфорд           |  |  |
| 21 | ПЗ  | Мортен Юльманн      | 25 июня 1999 (26 лет)     | 17  | 1  | Спортинг (Лиссабон) |  |  |
| 23 | ПЗ  | Виктор Фрохольдт    | 25 февраля 2006 (19 лет)  | 1   | 0  | Копенгаген          |  |  |
|    |     |                     |                           |     |    |                     |  |  |
| 8  | Нап | Густав Исаксен      | 19 апреля 2001 (24 года)  | 8   | 2  | Лацио               |  |  |
| 9  | Нап | Расмус Хёйлунн      | 4 февраля 2003 (22 года)  | 24  | 8  | Манчестер Юнайтед   |  |  |
| 11 | Нап | Андреас Сков Ольсен | 29 декабря 1999 (25 лет)  | 39  | 8  | Вольфсбург          |  |  |
| 12 | Нап | Мика Биерет         | 8 февраля 2003 (22 года)  | 2   | 0  | Монако              |  |  |
| 18 | Нап | Йеспер Линдстрём    | 29 февраля 2000 (25 лет)  | 18  | 1  | Наполи              |  |  |
| 19 | Нап | Йонас Винн          | 7 февраля 1999 (26 лет)   | 35  | 8  | Вольфсбург          |  |  |
| 20 | Нап | Конрад Хардер       | 7 апреля 2005 (20 лет)    | 1   | 0  | Спортинг            |  |  |

## Болельщики
Болельщики сборной Дании известны под именем «ролиганов» и являются одними из самых миролюбивых фанатов. В 1984 году ФИФА вручило им Приз честной игры за образцовое поведение на трибунах во время чемпионата Европы.